# 위안샤오차오
위안샤오차오(중국어 간체자: 袁晓超, 병음: Yuán Xiâochāo, 한자음: 원효초, Jayden Yuan, 1988년 8월 7일 ~ )는 중국의 무술 선수이다.